# Carolyn Drakeová
Carolyn Drakeová (nepřechýleně Drake; * 1971) je americká fotografka se sídlem ve Valleju v Kalifornii. Pracuje na dlouhodobých fotografických projektech, ve kterých se inspiruje dominantními historickými příběhy a představuje jejich alternativy. Její práce zkoumá komunitu a interakce v ní, stejně jako bariéry a vazby mezi lidmi, mezi místy a způsoby vnímání. Její praxe zahrnovala spolupráci a díky tomu byly do její práce integrovány koláže, kresby, šití, text a nalezené obrázky. Zajímá se o zhroucení tradiční propasti mezi autorem a tématem, skutečným a imaginárním, zakořeněnými binární soubory.
Autorčino rozsáhlé dílo o lidech ve Střední Asii a čínském Sin-ťiangu je prezentováno ve dvou samostatných knihách Two Rivers a Wild Pigeon (Dvě řeky a Divoký holub). Muzeum moderního umění v San Francisku představilo její samostatnou výstavu a v roce 2018 získalo z projektu kolekci originálních děl.
Drakeová je členkou Magnum Photos. Získala stipendium Guggenheim, cenu Lange-Taylor, cenu za fotoknihu Anamorphosis, stipendium Fulbright a cenu World Press Photo. Její práce se rovněž nachází ve sbírce Kongresové knihovny USA.

## Životopis
Drakeová se narodila v Kalifornii. Na počátku 90. let studovala média, kulturu a historii na Brown University. Věnovala se „multimediální práci v newyorské Silicon Alley“, dokud nezačala jako fotografka ve věku 30 let.
V roce 2006 se přestěhovala na Ukrajinu a v roce 2007 do tureckého Istanbulu, kde pobývala až do roku 2013. Zatímco působila v Istanbulu, uskutečnila dva dlouhodobé projekty, jeden ve středoasijských zemích, které byly součástí Sovětského svazu, Dvě řeky a další projekt na čínské straně střední Asie, Divoký holub.
Drake, částečně financována Guggenheimovým stipendiem, uskutečnila během pěti let patnáct fotografických cest do kdysi pulzující oblasti střední Asie, která leží mezi řekami Amudarja a Syrdarja, které ji kdysi živily. Oblast zahrnující Turkmenistán, Uzbekistán, Tádžikistán, Kazachstán a Kyrgyzstán se transformovala, když byly řeky odkloněny pro zavlažování bavlny bývalým Sovětským svazem. Autorčina výsledná kniha ve vlastním nákladu Dvě řeky (2013), byla financována prostřednictvím Kickstarteru.
Strávila sedm let navštěvováním Sin-ťiangu v západní Číně (oficiálně nazývaného Ujgurská autonomní oblast Sin-ťiang) a fotografováním ujgurského lidu pro svou knihu Wild Pigeon (2014), kterou vydala vlastním nákladem. Mezi čínskými úřady a domorodým etnickým ujgurským obyvatelstvem panují neshody. Sean O'Hagan napsal o Divokém holubovi, že „Drakeová je mistryní atmosféry“; a Martin Parr; Colin Pantall; Blake Andrews; a Ian Denis Johnson, který napsal „tato kniha dělá to co velký společenský román: nutí nás přemýšlet o napadeném regionu nikoli z hlediska opeddů nebo politických analýz, ale z pohledu lidí v každodenním životě“. Pro Jeffreyho Ladda se design knihy (opět Sybrena Kuipera) vyhnul excesům Dvou řek a „Výsledky koláží [od lidí, které fotografovala Drake] jsou nečekaně bohaté a vytvářejí pocit místa, které je oba [obyčejní] s každodenní rutinou a naplněni fantazií, která je zdůrazněna vlastním vnímáním autorky: mladí teenageři tančí v záblesku barevných světel; učebna, která vypadá, že hraje surrealistické drama; psí souboj; kostra zůstává viset v řeznictví.„
V roce 2013 se Drakeová a její partner, fotograf Andres Gonzalez, přestěhovali z Istanbulu do Spojených států, aby zahájili novou práci, a přestěhovali se do Water Valley v Mississippi poté v roce 2015 do Athens v Georgii a nakonec v roce 2016 do Valleja v Kalifornii.
V roce 2015 se stala nominovanou členkou Magnum Photos, v roce 2017 členkou přidruženou a v roce 2019 členkou řádnou.

## Publikace

### Publikace Carolyn Drakeové
- Two Rivers (Dvě řeky), vlastní vydání, 2013. ISBN 978-0-615-78764-0. Vydání 700 kopií. Doprovázeno samostatnou knihou s krátkou esejí Elifa Batumana a poznámkami od Carolyn Drake.
- Wild Pigeon (Divoký holub), vlastní vydání, 2014. ISBN 978-0-692-27539-9. Vydání 950 kopií. Zahrnuje příběh “Divoký holub„ od Nurmuhemmeta Yasina, překlad Kolkun Kamberi; a „malou brožuru nalepenou na vnitřní straně zadního obalu“.[16]
- Internat, vlastní vydání, 2017. ISBN 978-0-692-94280-2. Vydáno 500 kopií.
- Knit Club. Oakland, CA: TBW, 2020. ISBN 978-1-942953-40-1. Esej: Rebecca Bengal.

### Publikace s příspěvky Carolyn Drakeové
- Street Photography Now. Londýn: Thames & Hudson, 2010. ISBN 978-0-500-54393-1 (pevná vazba). Londýn: Thames & Hudson, 2011. ISBN 978-0-500-28907-5 (paperback). Ed. Sophie Howarth a Stephen McLaren.
- The Catalogue Box. Dortmund: Kettler; Cologne: The PhotoBook Museum, 2014. Ed. Markus Schaden a Frederic Lezmi. Německý a anglický text. ISBN 978-3-86206-394-9. Krabice s jednotlivými publikacemi (k dispozici také samostatně), Ali Taptik, Anders Petersen, Andrea Diefenbach, Carlos Spottorno, Carolyn Drake, Chargesheimer, Cristina de Middel, Daidó Morijama, David Alan Harvey, Dominique Darbois, Ed Templeton, Hans-Jürgen Raabe, Jiang Jian, Julian Germain, Marks of Honour, Oliver Sieber, Martin Parr a Gerry Badger, Ricardo Cases, Stephen Gill, Susan Meiselas a Todd Hido. Publikováno u příležitosti inaugurace muzea PhotoBook Museum.

## Ceny a ocenění
- 2005 – První místo, Community Awareness Award, 62nd Pictures of the Year International Competition, Pictures of the Year International, za „The Lubavitch“ a fotografii bez názvu z cyklu Two Rivers.[24]
- 2006 – Stipendium Fulbright Fellowship, Ukrajina
- 2008 – Lange-Taylor Prize, Center for Documentary Studies, Dukeova univerzita, Durham, NC. Ocenění: Drakeová a Ilan Greenberg za Becoming Chinese: Uighurs in Cultural Transition.[2]
- 2009 – Pulitzer Center Grant, Pulitzer Center on Crisis Reporting, Washington, D.C.[25]
- 2010 – Guggenheimovo stipendium od John Simon Guggenheim Memorial Foundation.
- Open Society Foundations grant.[26]
- 2014 – Magnum Foundation Emergency Fund Grantee.[27]
- 2016 – Winner, Anamorphosis Prize, za Wild Pigeon, získala 10.000 USD.[28]
- 2018 – Stipendium HCP fellowship
- 2019 – Light Work artist-in-residence
- 2021 – Prix de la Fondation Henri Cartier-Bresson – za projekt Centaur[29]

## Výstavy

### Samostatné výstavy
- Wild Pigeon, Sanfranciské muzeum moderního umění
- Internat at Houston Center for Photography, Officine Fotografiche, a SIFEST
- Carolyn Drake: Photographs of Central Asia, Pitt Rivers Museum, University of Oxford, Oxford, UK, 14. května – 15. listopadu 2009.[n 1][30][31]
- Paradise Rivers, 17. července – 22. srpna 2010, Third Floor Gallery, Cardiff, Wales.[32]

### Skupinové výstavy
- Street Photography Now, Third Floor Gallery, Cardiff, říjen–listopad 2010. Fotografie z knihy Street Photography Now (2011).[33]
- Two Rivers, The Gallery, Guernsey Photography Festival, Guernsey, červen 2011.[34]
- Open Society Foundations, New York, March–říjen 2011, součást Moving Walls 18; fotografie: Carolyn Drakeová a Samantha Box, Gabriela Bulisova, Andrea Diefenbach, Bénédicte Desrus, Abdi Roble a Tadej Žnidarčič.[35]
- Cartier-Bresson: A Question of Colour, Somerset House, Londýn, listopad 2012 – leden 2013.[36] Fotografie: Carolyn Drakeová a Henri Cartier-Bresson, Karl Baden, Melanie Einzig, Andy Freeberg, Harry Gruyaert, Ernst Haas, Fred Herzog, Saul Leiter, Helen Levitt, Jeff Mermelstein, Joel Meyerowitz, Trent Parke, Boris Savelev, Robert Walker a Alex Webb.
- Women of Vision: National Geographic Photographers on Assignment, National Geographic Museum, Washington D.C., říjen 2013 – březen 2014. Fotografie: Carolyn Drake, Lynsey Addario, Kitra Cahana, Jodi Cobb, Diane Cook, Lynn Johnson, Beverly Joubert, Erika Larsen, Stephanie Sinclair, Maggie Stever a Amy Toensing.[37][38]
- Milk Gallery, New York City, duben-květen 2016. Fotografie: Carolyn Drakeová a Matt Black, Sohrab Hura, Lorenzo Meloni, Max Pinckers a Newsha Tavakolian.[39]
- Close to Home, Creativity in Crisis, San Francisco Museum of Modern Art, San Francisco, CA, březen-září 2021.[40]

## Sbírky
Díla autorky jsou v této veřejné sbírce:
- Knihovna Kongresu, Washington, DC[41][42]